# Васильев, Пётр Александрович (журналист)
Пётр Алекса́ндрович Васи́льев (род. 12 июля 1967 года, г. Лодейное Поле Ленинградской области) — российский писатель, журналист и краевед. Член Союза писателей России.

## Биография
Пётр Александрович Васильев родился 12 июля 1967 года в городе Лодейное Поле Ленинградской области.
Десятый класс заканчивал в Пушкине; затем пошёл работать в столярный цех Лодейнопольского ДОКа и стал нештатным корреспондентом местной газеты «Ленинградская правда».
Осенью 1985 года был призван в армию, служил в Забайкалье; после увольнения в запас был принят на работу корреспондентом районной газеты в Лодейном Поле.
- 1993 год — создал радиостудию «Лодья», первый выпуск радио вышел в эфир 5 апреля 1993 года.
- 2001 год — был принят в Союз писателей России и назначен руководителем информационно-полиграфического комплекса «Свирские огни».
  - В том же году организовал в Подпорожье первое телевидение «ТелеВесь».
- 2012—2017 годы — был автором программы «Заповедная область с Алексеем Морозовым»[2] на телеканале «Россия 1»
- 2012 год — руководитель информационного сайта и группы «Свирские берега».

Победитель многих творческих конкурсов, в том числе международного среди ганзейских городов в 2014 году за программу о Тихвине.
Публиковался в различных литературных журналах и сборниках. Автор краеведческих и художественных книг.
Пётр Александрович — автор 7 документальных фильмов, снятых в соавторстве с режиссёром Евгенией Гореликовой:
1. 2016 год — «Колючее детство»[4],
2. 2017 год — «Долгое эхо Свирлага»[5],
3. 2017 год — «Ленинградская Атлантида»[6],
4. 2018 год — «Сарозёрская охота»[7],
5. 2021 год — «Апрельский рубеж»[8],
6. 2022 год — «Переправа»,
7. 2023 год — «Код древнерусской духовной музыки»[9].

## Публикации
- Васильев, П. А. Армастан: киноповесть / Пётр Васильев. — Подпорожье, 2006. — 69 с.
- Васильев, П. А. Богатства земли Подпорожской / Пётр Васильев. — Подпорожье, 2010. — 112 с.
- Васильев, П. А. Вечерние сказки: сборник / Пётр Васильев. — Подпорожье, 2008. — 120 с.
- Васильев, П. А. Земля Подпорожская / Пётр Васильев. — Подпорожье, 2008. — 132 с.
- Васильев, П. А. Лодейное Поле: путь сквозь века / Пётр Васильев. — Подпорожье, 2010. — 172 с.
- Рогов, П. (Васильев П. А.). Охота на рогоносца / Павлик Рогов (Пётр Васильев). — СПб, 2003. — 95 с.
- Васильев, П. А. Первобытные страсти: повесть / Пётр Васильев. — Подпорожье, 2005. — 126 с.* Васильев, П. А. По следам путеводителя. — материалы краеведческих чтений / Пётр Васильев. — 2009. — 80 с.
- Васильев, П. А. Путешествие по Подпорожскому району: путеводитель / Пётр Васильев. — Подпорожье, 2008. — 48 с.
- Васильев, П. А. Сказки старого дуба / Пётр Васильев. — Подпорожье, 2002. — 32 с.
- Васильев, П. Сорок сказов Присвирья: сборник литературно-краеведческих произведений / Пётр Васильев. — СПб.: ООО "ИД « Инкери», 2020. — 112 с.
- Васильев, П. А. Сто веков Межозерья: исторический очерк / Пётр Васильев. — Кириши, 1999. — 152 с.
- Свирлаг: цитаты, воспоминания, письма, документы / авт.-сост. Петр Васильев. — Б.м.: Б.и., 2019. — 184 с., ил.
- Трудный путь к Победе / сост. Пётр Васильев. — Подпорожье, 2010. — 186 с.
- Васильев, П. А. Ворота счастья финно-угорского мира / Пётр Васильев// Свирские огни. — 2010. — 13 июля. — С.1.
- Васильев, П. А. Жемчужины Прионежья / Пётр Васильев // Свирские огни. — 2008. — 22 мая. — С.10
- Васильев, П. Живая память Усланки / Пётр Васильев // Свирские огни. — 2008. — 16 октября. — С.7.
- Васильев, П. Исторический ракурс из «Олонецких губернских ведомостей» / Василий Чернов // Свирские огни. — 19 ноября. — С.4.
- Васильев, П. Исторический ракурс из «Олонецких губернских ведомостей» / Василий Чернов // Свирские огни. — 10 декабря. — С.4.
- Васильев, П. Как мы поменяли губернию / Василий Чернов // Свирские огни. — 2007. — 19 июня. — С.3.
- Васильев, П. Память о первом писателе (А. Петухов) / Пётр Васильев//Kodima. — 2016. — № 9. — с.7.
- Васильев, П. Приоятье 30-х годов / Василий Чернов // Свирские огни. — 2008. — 5 июня. — С.10.
- Васильев, П. Река затопленной памяти / Василий Чернов // Свирские огни. — 2010. — 1 июля. — С.4.
- Васильев, П. Сколько лет Подпорожью? / Василий Чернов // Свирские огни. — 2003. — 14 октября. — С.1.
- Васильев, П. Солдат первой мировой / Василий Чернов // Свирские огни. — 2009. — 26 ноября. — С.3.
- Васильев, П. Тайны названий Присвирья / Василий Чернов // Свирские огни. — 2011. — 24 февраля. — С.4.
- Васильев, П. Храмы на вершине / Василий Чернов // Свирские огни. — 2002. — 14 марта. — С.2.